# Limnoria bacescui
Limnoria bacescui is een pissebed uit de familie Limnoriidae. De wetenschappelijke naam van de soort is voor het eerst geldig gepubliceerd in 1988 door Ortiz & Lalana.